# Luzonia purpurea
Luzonia purpurea är en ärtväxtart som beskrevs av Adolph Daniel Edward Elmer. Luzonia purpurea ingår i släktet Luzonia och familjen ärtväxter. Inga underarter finns listade i Catalogue of Life.